# Herb Kórnika
Herb Kórnika – jeden z symboli miasta Kórnik i gminy Kórnik w postaci herbu. Jest jednym z niewielu herbów złożonych z dwóch tarcz.

## Wygląd i symbolika
Herb składa się z połączonych herbów: miasta Kórnika oraz Bnina (dawnego miasta).

### Herb Kórnika
Przedstawia w polu białym czerwony mur ceglany z trzema blankowanymi basztami. W murze brama o złotych otwartych podwojach, z czarnymi okuciami w kształcie krzyży (z dwiema poprzecznymi belkami) oraz podniesioną czarną broną.

### Herb Bnina
Przedstawia w polu czerwonym złotą łódź, pochodzącą z herbu Łodzia, ze stojącym w niej złotym kluczem, który symbolizuje prawa miejskie Bnina z 1395.

## Historia
Herb ten wykształcił się po włączeniu Bnina w granice administracyjne Kórnika w 1961 (→ Miejscowości w Polsce pozbawione praw miejskich). 